# Les Français peints par eux-mêmes

Les Français peints par eux-mêmes, sous-titré Encyclopédie morale du XIXe siècle à partir du tome IV, est un recueil publié par l’éditeur Léon Curmer de 1840 à 1842. Il s’agit de proposer un passage en revue de tous les types et espèces de Français, de « L’épicier » qui ouvre le tome I jusqu’à l’article « Corse » qui clôture l’ouvrage. En tout, cette encyclopédie se compose de cinq tomes dédiés à la population parisienne, de trois tomes traitant de la province et des colonies, et d’un tome offert aux souscripteurs : Le Prisme. De nombreux écrivains et journalistes célèbres contribuent à l’ouvrage (Honoré de Balzac, Charles Nodier, Jules Janin, Félix Mornand…) ainsi que des illustrateurs (Honoré Daumier, Henry Monnier, Paul Gavarni…).

## Contexte de publication
La parution des Français peints par eux-mêmes, qui commence dès 1839 en livraisons, prend place dans un large courant de publications sur Paris et sa population, que Walter Benjamin a regroupées sous le terme de « littérature panoramique ». Ces ouvrages connaissent un grand succès auprès d'un large public. 
Les cinq premiers volumes comprennent 171 textes. Une édition populaire en 1853 sur deux colonnes n'en reprend que 136 Il y aura de nombreuses éditions dont la dernière par J. Philippart Libraire éditeur de 1876 à 1878 en 4 tomes sur deux colonnes. 

### Projets antérieurs
- Le Tableau de Paris de Mercier : Louis-Sébastien Mercier initie la description dans le détail des métiers et des lieux parisiens. Les Français peints par eux-mêmes se réclame ouvertement de cet héritage. Au départ, l’encyclopédie ne doit d’ailleurs que concerner Paris[3].
- Paris, ou le livre des cent-et-un, rédigé par un collectif d’artistes afin d’aider le libraire Ladvocat, peut également apparaitre comme un projet précurseur.

### Vogue des physiologies
Les physiologies et Les Français peints par eux-mêmes connaissent un fort succès dans les mêmes années 1841 à 1843. Les deux phénomènes ont à la fois des points communs et des différences.
Concernant les points communs, les physiologies et l’encyclopédie présentent toutes les deux des types, en majorité parisiens. Les contributeurs se recoupent et des articles des Français peints par eux-mêmes sont même parfois republiés sous forme de physiologies.
Néanmoins, de nombreuses différences subsistent : les physiologies, par leur format in-32 et leur faible prix, visent un plus large public que l’entreprise de Curmer, qui s’adresse à un lectorat bourgeois. De plus, les physiologies ont pour certaines une dimension de satire politique, rare dans Les Français peints par eux-mêmes. Enfin, les physiologies ne traitent jamais des types de la province.

## Projet
Le projet des Français peints par eux-mêmes est à la fois satirique et historique. Dans l'introduction, Jules Janin le définit ainsi : « Ce que nos devanciers n'ont pas fait pour nous, nous le ferons pour nos petits-neveux : nous nous montrerons à eux non pas seulement peints en buste, mais des pieds à la tête et aussi ridicules que nous pourrons nous faire. Dans cette lanterne magique, où nous nous passons en revue les uns et les autres, rien ne sera oublié, pas même d'allumer la lanterne. »

### Arrière-plan scientifique
Les articles des Français peints par eux-mêmes font volontiers référence à des théories scientifiques, qu’ils parodient en les transposant dans le monde urbain. Chaque chapitre s'organise autour d'un « type » : le concept est repris à la science et n'est pas perçu négativement, c'est-à-dire comme un stéréotype, à l'époque.
- Le néo-hippocratisme : le néo-hippocratisme postule que les hommes sont déterminés par le milieu dans lequel ils vivent. Les articles y font souvent référence, particulièrement ceux des tomes de la province[8].
- La phrénologie et la physiognomonie : ces deux sciences, issues des travaux de Johann Kaspar Lavater et Franz Joseph Gall, prétendent déduire les comportements et les pensées d’un homme d’après respectivement sa physiologie et la forme de son crâne. Ce modèle scientifique relie fortement les articles à leurs illustrations[9].
- Les sciences naturelles : puisque Les Français peints par eux-mêmes propose une grande classification des espèces de Français, les auteurs se réfèrent régulièrement aux systèmes de typologie hérités des sciences naturelles, comme ceux de Buffon ou de Linné[4].

### Décrire la société française dans son ensemble
L’extension progressive du projet aux provinces puis aux colonies montre un réel souci d’exhaustivité. Jules Janin parlera d’un « anthroporama » dans Le Prisme : l’encyclopédie fait pour les hommes ce qu’un panorama fait pour un paysage. Ce désir d’exhaustivité transparait dans un grand tableau statistique de la France, inséré au début du tome V et qui donne, malgré le ton parodique des articles, une assise scientifique au projet.

### Rôle de Léon Curmer
L’éditeur Léon Curmer joue un rôle important dans la mise en œuvre du projet. Il signe des textes d’introduction et de conclusion et fait aussi le lien entre plusieurs livres qu’il publie tour à tour, comme Les Anglais peints par eux-mêmes et Les Français. Costume des principales provinces de la France, etc.

## Illustrations

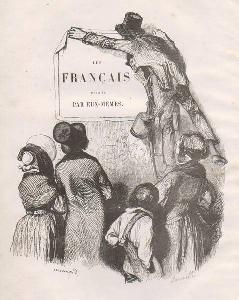
Frontispice des Français peints par eux-mêmes, dessiné par Paul Gavarni.

Les Français peints par eux-mêmes contient de très nombreuses illustrations de dessinateurs et graveurs célèbres. Ceux-ci sont pour certains des caricaturistes comme Honoré Daumier du Charivari et La Caricature. Leurs dessins mordants sont durement réprimées par la loi sur la presse du 9 septembre 1835 qui les contraint à abandonner la satire politique pour la satire sociale. Les types dessinés figurent dans la table des matières : ils sont perçus comme une partie intégrante du projet. Est créé pour l'ouvrage un nouveau genre de portrait. Pour chaque type est réalisé un portrait de celui-ci dans son milieu et présentant les caractéristiques physiques inhérentes selon la théorie physiognomonique au métier ou classe sociale représentée. Les textes des articles commentent d'ailleurs parfois les images qui les accompagnent, le personnage illustré incarnant le type décrit dans le texte qui lui est associé.

## Influence et postérité
- Le Diable à Paris : de même que Paris, le livre des cent-et-un a certainement inspiré Les Français peints par eux-mêmes, cette entreprise inspire à son tour d’autres projets. Le Diable à Paris, qui se présente comme la suite du Diable boiteux de Lesage, réunit ainsi de nombreux contributeurs prestigieux.
- Selon Ségolène Le Men, La Comédie humaine de Balzac et Les Français peints par eux-mêmes se seraient mutuellement influencés[10]. Il est vrai que Balzac est un contributeur important de l’encyclopédie puisqu’il en signe le tout premier article, « L’épicier », ainsi que le premier article du tome III, « Monographie du rentier ».